# 헌티드 테일즈 포 위키드 키즈
《헌티드 테일즈 포 위키드 키즈》(브라질 포르투갈어: Historietas Assombradas (para Crianças Malcriadas))는 2013년 3월 4일부터 2016년 4월 25일까지 카툰 네트워크에서 방영된 브라질의 텔레비전 애니메이션이다.

## 등장인물
- 페페로니 폰 "페페" 키텐버그 3세(포르투갈어: Peperoni Von "Pepe" Kittenberg III, 성우: 찰스 엠마누엘): 카툰의 주인공, 11세의 소년.
- 마리아 루르데스 "마릴루" 다 실바(포르투갈어: Maria Lourdes "Marilu" da Silva, 성우: 이아라 리사): 12세의 소녀와 페페의 가장 친한 친구.
- 라모나 브라바리아 데 레모르니오 "보" 페페로니토(포르투갈어: Ramona Bravaria de Lemornio "Vó" Peperonito, 성우: 나디아 카르발류): 페페의 할머니.
- 구테리코 "구토" 플로레스와 가스통 데 라 플루르(포르투갈어: Guterico "Guto" Flores e Gaston de la Fleur, 성우: 오베르당 주니어와 루이스 세르지우 비에이라): 결합 쌍둥이 형제.
- 베투 "호베르투" 마사(포르투갈어: Beto "Roberto" Massa, 성우: 찰스 엠마누엘와 호드리구 안타스): 14세의 소년.
- 라미레즈(포르투갈어: Ramirez): 페페의 개.
- 마리오(포르투갈어: Mario, 성우: 루이스 세르지우 비에이라): 페페의 동급생.